# Merletto di Lepoglava

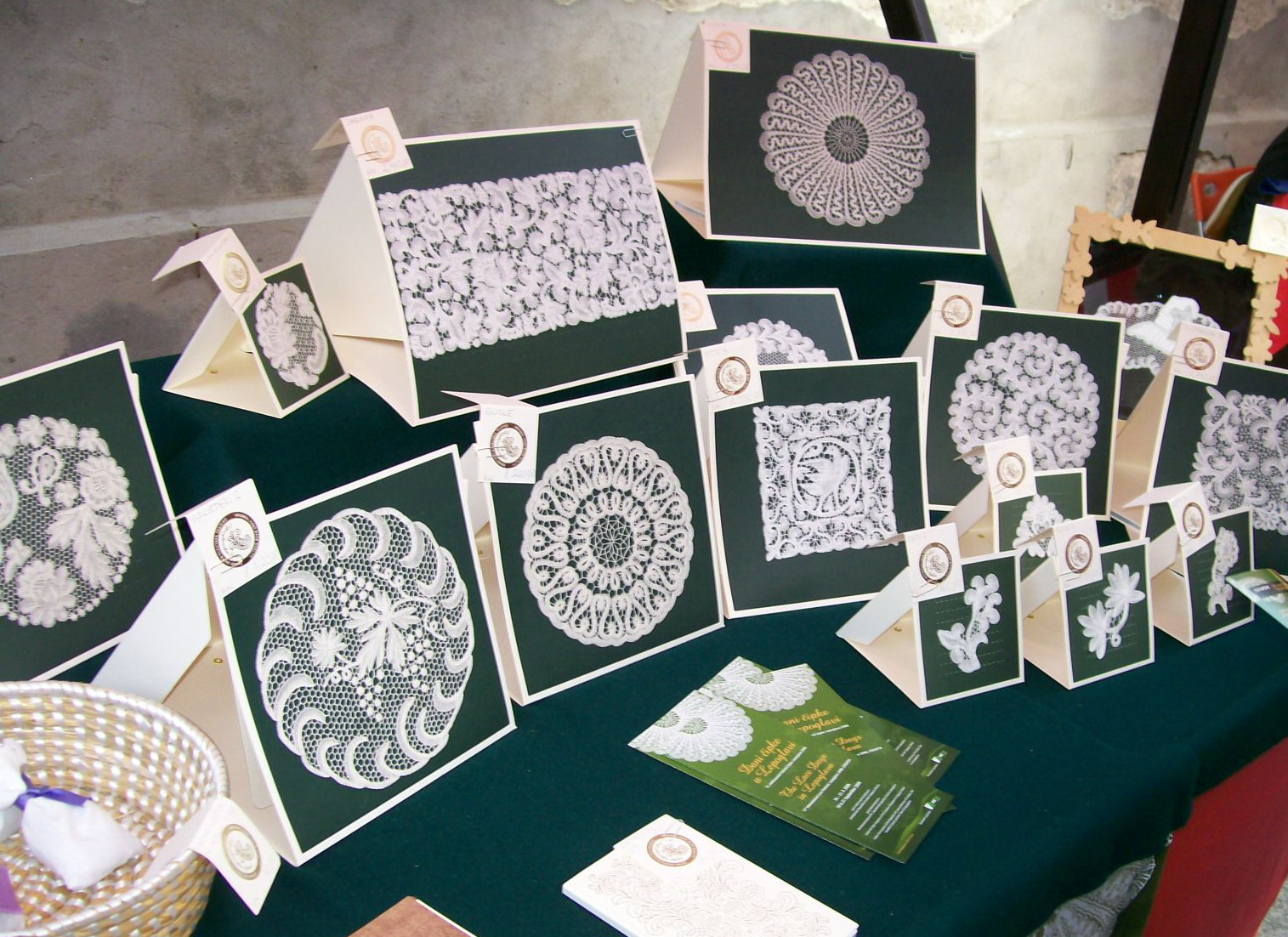
Bancarelle con merletti tradizionali di Lepoglava

Il merletto di Lepoglava (in Croato: Lepoglavska čipka ), è un pizzo a tombolo tradizionale della città croata di Lepoglava, eseguito con fuselli e filo di lino o di cotone. È un pizzo molto costoso e preziosissimo, eseguito interamente a mano.

## Caratteristiche
Tuttora esiste una scuola dove viene insegnata la sua accurata esecuzione e un marchio ne protegge e garantisce la qualità.
I motivi principali sono di tipo floreale, complessi ed eleganti; i più usati sono i fiori, come rose, primule e papaveri, ma anche edera, erbe rampicanti, uccelli, farfalle e foglie, usati nei pizzi che prendono il nome di "estate nel bosco", o "Ljeto u šumi", in croato; inoltre vengono lavorati pizzi con grappoli e foglie d'uva, e i merletti che contengono questi motivi vengono chiamati "Vite", o "Grozdek", in croato.

## Storia
La lavorazione del merletto fu introdotta a Lepoglava nel 1450 circa, con l'arrivo dell'ordine monastico dei Paolini, che insegnarono l'esecuzione ai contadini del luogo, che, dopo la partenza dei frati, continuarono a eseguire e vendere il pregiato pizzo nelle fiere e nei mercati.